# Insplanet
Insplanet är en svensk jämförelsetjänst och försäkringsförmedlare som riktar sig till konsumenter.
Insplanet AB startades 1999 av Daniel Soussan och Richard Båge. Bolaget är sedan 2006 publikt, och aktien var registrerad för handel på First North fram till att bolaget förvärvades av Zmarta Group under 2018.

## Verksamhet
Företaget driver sedan starten en prisjämförelsetjänst online som idag jämför bilförsäkring, hemförsäkring, personförsäkring och privatlån.
Insplanet har cirka 100 medarbetare och levererade ett nettoresultat på 14,5 miljoner kronor på en omsättning om 89,5 miljoner kronor under 2011. Omsättningen 2017 uppgick till 114 MSEK och antal medarbetare uppgick till 88 personer.
Den 15 augusti 2012 meddelade Insplanet att bolaget förvärvat samtliga aktier i konkurrenten Insuroo, med tillträdesdag den 1 oktober 2012.
Insplanet lanserade i januari 2011 en egen eltjänst för att hjälpa kunder att byta elavtal och spara pengar, men meddelade den 23 augusti att företaget avvecklat eltjänsten för att fokusera på kärnprodukten, försäkringar.
Försäkringsförmedling är en tillståndspliktig verksamhet. Insplanet Försäkringsförmedling AB är registrerade som försäkringsförmedlare hos Bolagsverket och står under Finansinspektionens tillsyn.
2018 köptes Insplanet av Zmarta Group som erbjuder olika tjänster inom privatekonomi.

I december 2022 avvecklades varumärket Insplanet och kunderna hänvisades till Zmarta.

## Utmärkelser
På försäkringsbranschens årliga gala Insurance Awards utsågs Insplanet till Årets Försäkringsförmedlare Sak 2012, under rubriken ”Föregångare inom privatförmedling”. Branschtidningen Risk & Försäkring arrangerade galan Insurance Awards den 19 april 2012 på restaurang Nalen i Stockholm, i samarbete med IFU, en del av IFL vid Handelshögskolan i Stockholm.